# Stubblav
Stubblav (Cladonia botrytes) är en lavart som först beskrevs av K. G. Hagen, och fick sitt nu gällande namn av Carl Ludwig von Willdenow. Stubblav ingår i släktet Cladonia och familjen Cladoniaceae.  Arten är reproducerande i Sverige. Inga underarter finns listade i Catalogue of Life.

## Källor

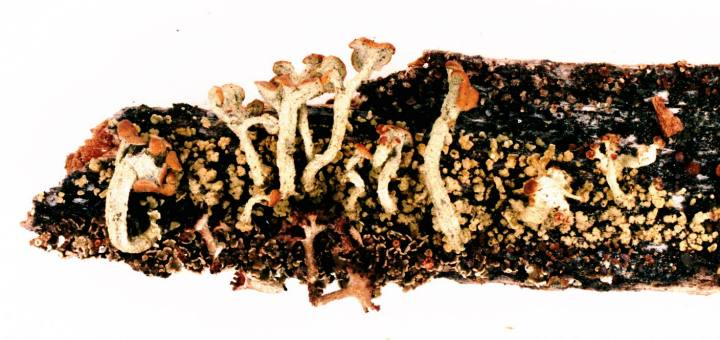
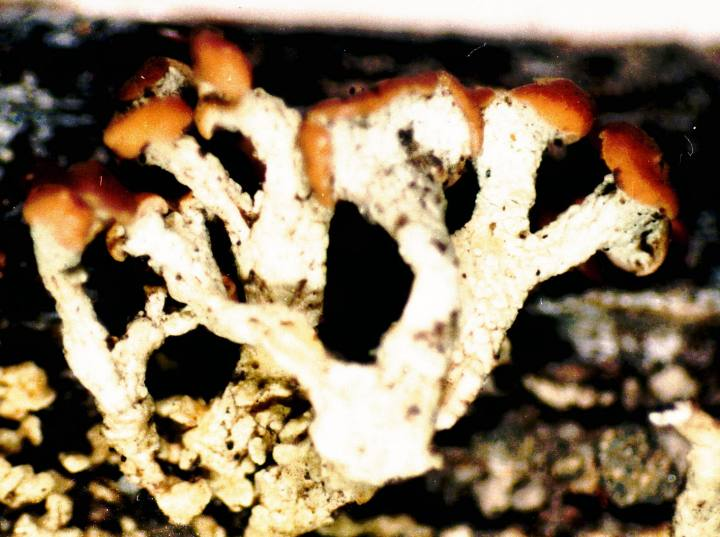
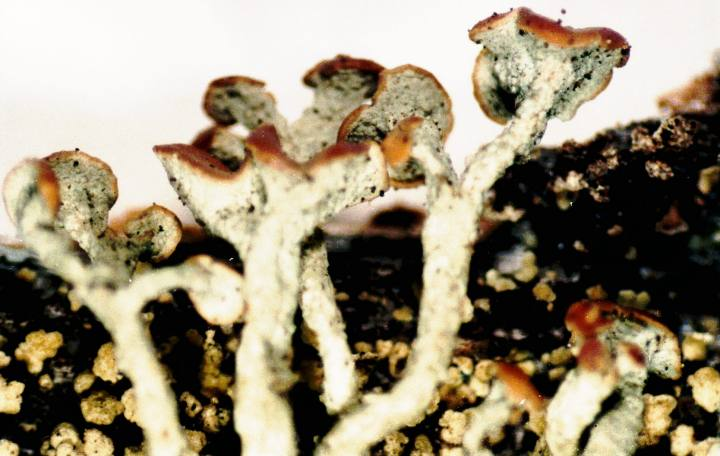
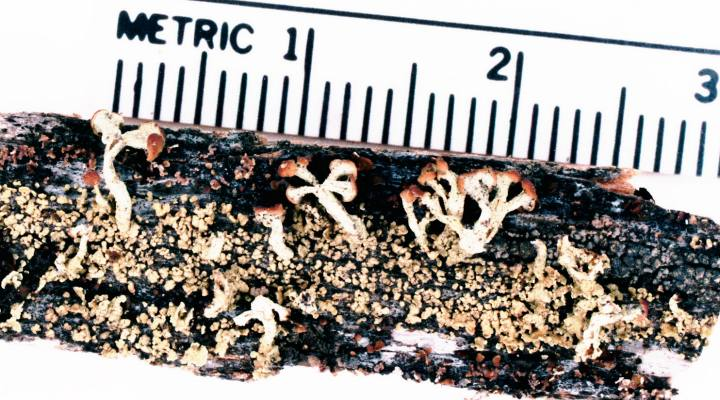